# 潍坊市

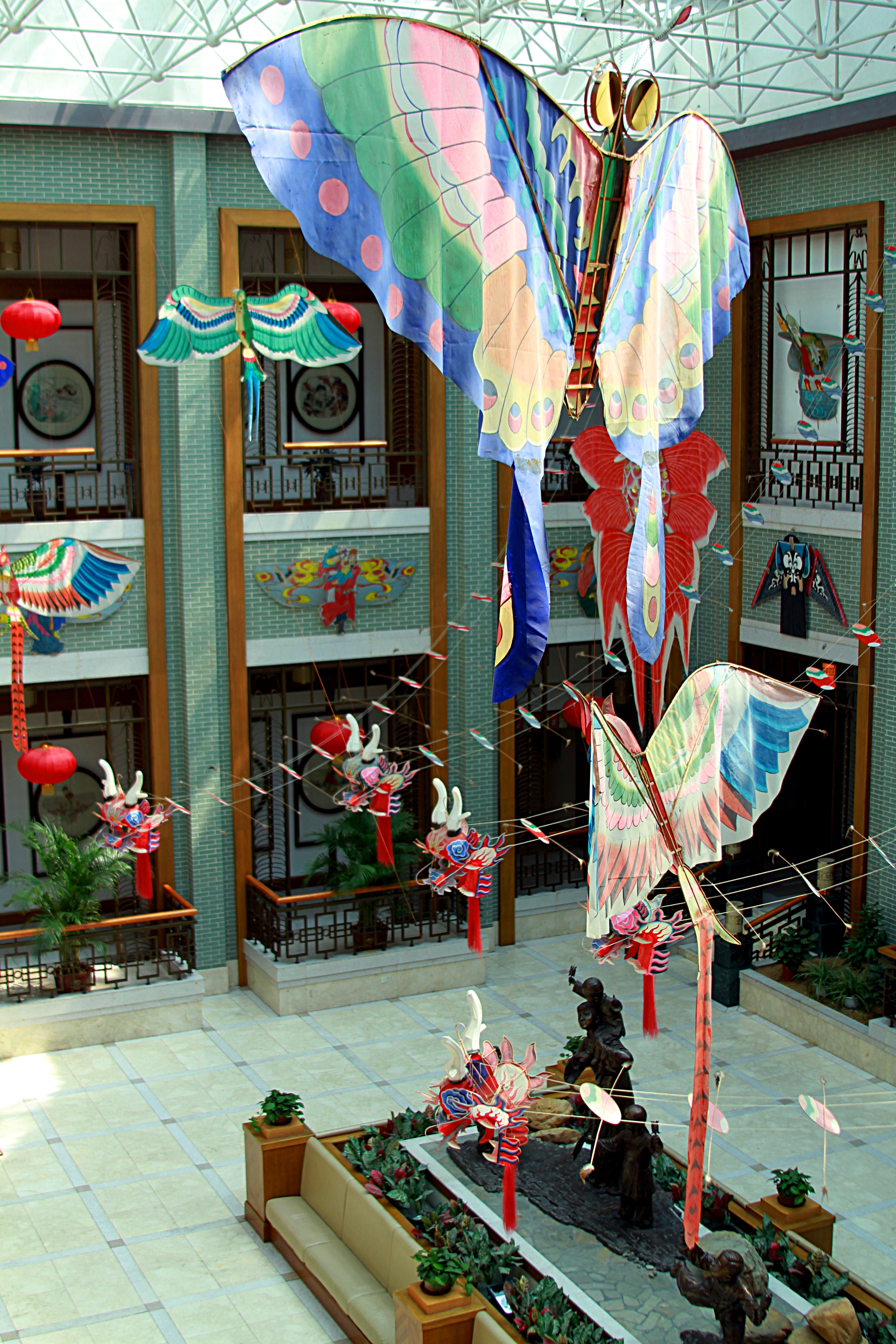
濰坊風箏博物館

潍坊市，简称潍，古称潍州、潍县，別称“鸢都”，是中華人民共和國山東省下辖的地级市，（曾经是由山东省所直辖的省级直辖市，名为潍坊特别市。于1948年4月29日正式设立，1983年时取消。）位于山东省中部偏东。市境东接烟台市、青岛市，南界日照市、临沂市，西邻淄博市，西北达东营市，北临莱州湾。地处山东半岛中部，南部、西南部为山地丘陵，中部为平原，北部为沿海滩涂。境内有潍河、弥河、白浪河、胶莱河等河流。潍坊地扼山东内陆腹地通往胶东半岛的咽喉，胶济铁路横贯市境东西，是山东半岛城市群地理中心，第二次國共內戰中著名的潍县战役發生地。市人民政府驻奎文区胜利东街99号。

## 历史
可上溯到7000多年前的新石器时代。夏代、商代境内建有逄国，春秋、战国时期，分属齐、鲁、莱等国。境内的青州为历史重镇。
- 夏、商代，現濰坊境内有斟灌、寒、王寿等封国。周初，武王封太公望（即姜太公）于齐，都营丘（今昌乐境内）。
- 春秋時期，現在的濰坊分屬魯、齊、萊、杞、莒等國；至戰國時期，魯、萊等國被齊國吞併，濰坊全境為齊國擁有。
- 秦朝時期，濰坊东部屬胶东郡，置高密县，西部屬临淄郡，东南部属琅琊郡。
- 汉朝時期，濰坊全境为青州刺史部、徐州刺史部所辖，分属北海郡、琅琊郡、齐郡和甾川國、高密國、胶东国。
- 三国时期，属曹魏。
- 南北朝时期，南朝屬刘宋，北朝属元魏。
- 隋朝時期，濰坊境属北海郡、高密郡。
- 唐朝時期，属河南道，歸青州、密州管轄。
- 元朝時期，属中书省山东东西道宣慰司，置益都路管轄。
- 明朝時期，置青州府、莱州府，属山东承宣布政使司管轄。
- 清朝時期，設濰縣，为青州府、莱州府所辖，属山东省。
- 明清時期濰坊為有名的手工業生産地，“9000绣花女、3000铜铁匠”便是形容当时潍坊手工业发展之盛况，因此有“南苏州、北潍县”一说。
- 民国时期，先屬胶东道、莱胶道、淄青道管轄
- 1927年國民政府裁道設省，濰縣歸山东省管轄。
- 抗戰時期。潍坊有日本军在第二次世界大战建立的亚洲最大集中营潍县集中营。为了报复美国及其同盟国，日军专门用该集中营囚禁在华的外国人，甚至连后来擔任美国驻华大使的恒安石都曾关押于此。1941年12月7日，日军成功偷袭了珍珠港，作为报复及防范性措施，美国遂将合法侨居其国内的6万多日本人强行集中在洛杉矶附近隔离关押。日本人很快就对此作出回应。从1941年底开始，日本人在中国全境搜捕所有在华的外籍牧师、教师、医生和商人等，想将其全部关押以作为报复。这个集中关押外国犯人的集中营被选定在山东潍县的乐道院。这里本是北美基督教长老会的山东总部，为一处漂亮的欧式建筑，位于当时潍县东关门东南三里处虞河南岸。面积有五公顷多，诺贝尔文学奖获得者赛珍珠和美国《时代》杂志的创办人亨利·卢斯都曾随父母在此居住过。院子里原来还有医院、学校等设施，也同时居住着许多中国人。1945年8月17日驻扎在重庆的美国飞虎队解放了集中营。
- 1948年潍县被解放軍佔領之後，成立潍坊特别市，為山東省直辖。
- 1949年6月，潍坊特别市改名潍坊市，仍为山東省直辖市。
- 1950年，撤销潍坊市，設昌濰專區。
- 1951年重建潍坊市，为县级市，属昌潍专區管轄。
- 1967年3月13日，昌潍专区改名昌潍地区。
- 1981年7月，昌潍地区改名潍坊地区。
- 1983年10月，中華人民共和國撤销地区建制，改建省辖（地专级）市（簡稱地級市），稱濰坊市，实行市管县体制，轄三區（濰城、坊子、寒亭）九縣（益都、诸城、安丘、昌邑、寿光、临朐、昌乐、高密、五蓮）。
- 1987年3月30日，撤销益都县，设立縣級市青州市。
- 1987年4月20日，撤销诸城县，设立縣級市诸城市。
- 1992年12月7日，五莲县划归日照市管辖。
- 1993年6月1日，撤销寿光县，设立縣級市寿光市。
- 1994年1月18日，撤销安丘县，设立縣級市安丘市。
- 1994年5月18日，撤销高密县，设立縣級市高密市。
- 1994年6月10日，撤销昌邑县，设立縣級市昌邑市。
- 1994年5月23日，设立奎文区。

## 地理
潍坊市地处山东半岛中部，地势南高北低，以山丘、平原、滨海三个地貌单元为主。北部为渤海莱州湾，沿海线长113公里。市区为平原，几乎无起伏地势。潍坊市总面积1.6万平方公里，约占山东省总面积的10%，居山东第二位。

### 气候
气候属暖温带季风型半湿润大陆性气候。
| 1981–2010年间潍坊市的平均气象数据                     | 1981–2010年间潍坊市的平均气象数据 | 1981–2010年间潍坊市的平均气象数据 | 1981–2010年间潍坊市的平均气象数据 | 1981–2010年间潍坊市的平均气象数据 | 1981–2010年间潍坊市的平均气象数据 | 1981–2010年间潍坊市的平均气象数据 | 1981–2010年间潍坊市的平均气象数据 | 1981–2010年间潍坊市的平均气象数据 | 1981–2010年间潍坊市的平均气象数据 | 1981–2010年间潍坊市的平均气象数据 | 1981–2010年间潍坊市的平均气象数据 | 1981–2010年间潍坊市的平均气象数据 | 1981–2010年间潍坊市的平均气象数据 |
| 月份                                                  | 1月                               | 2月                               | 3月                               | 4月                               | 5月                               | 6月                               | 7月                               | 8月                               | 9月                               | 10月                              | 11月                              | 12月                              | 全年                              |
| ----------------------------------------------------- | --------------------------------- | --------------------------------- | --------------------------------- | --------------------------------- | --------------------------------- | --------------------------------- | --------------------------------- | --------------------------------- | --------------------------------- | --------------------------------- | --------------------------------- | --------------------------------- | --------------------------------- |
| 平均高温 °C（°F）                                     | 3.3 (37.9)                        | 6.6 (43.9)                        | 12.7 (54.9)                       | 20.4 (68.7)                       | 25.9 (78.6)                       | 30.2 (86.4)                       | 31.3 (88.3)                       | 30.2 (86.4)                       | 26.8 (80.2)                       | 21.1 (70.0)                       | 12.7 (54.9)                       | 5.6 (42.1)                        | 18.9 (66.0)                       |
| 日均气温 °C（°F）                                     | −2.8 (27.0)                       | 0.1 (32.2)                        | 5.8 (42.4)                        | 13.3 (55.9)                       | 19.2 (66.6)                       | 23.9 (75.0)                       | 26.3 (79.3)                       | 25.3 (77.5)                       | 20.8 (69.4)                       | 14.5 (58.1)                       | 6.4 (43.5)                        | −0.3 (31.5)                       | 12.7 (54.9)                       |
| 平均低温 °C（°F）                                     | −7.2 (19.0)                       | −4.8 (23.4)                       | 0.3 (32.5)                        | 7.0 (44.6)                        | 12.8 (55.0)                       | 18.2 (64.8)                       | 22.1 (71.8)                       | 21.2 (70.2)                       | 15.6 (60.1)                       | 9.2 (48.6)                        | 1.5 (34.7)                        | −4.7 (23.5)                       | 7.6 (45.7)                        |
| 平均降水量 mm（）                                     | 6.5 (0.26)                        | 9.9 (0.39)                        | 15.7 (0.62)                       | 22.1 (0.87)                       | 46.6 (1.83)                       | 75.9 (2.99)                       | 137.2 (5.40)                      | 133.7 (5.26)                      | 57.9 (2.28)                       | 31.0 (1.22)                       | 19.8 (0.78)                       | 8.9 (0.35)                        | 565.2 (22.25)                     |
| 平均降水天数（≥ 0.1 mm）                              | 3.4                               | 3.9                               | 4.0                               | 5.6                               | 6.4                               | 8.4                               | 12.5                              | 10.2                              | 6.8                               | 5.9                               | 4.8                               | 3.7                               | 75.6                              |
| 平均相對濕度（％）                                    | 63                                | 60                                | 58                                | 58                                | 64                                | 66                                | 78                                | 81                                | 74                                | 68                                | 67                                | 64                                | 67                                |
| 月均日照時數                                          | 176.4                             | 176.1                             | 215.6                             | 241.9                             | 267.7                             | 241.8                             | 208.8                             | 221.1                             | 222.9                             | 211.5                             | 179.6                             | 172.9                             | 2,536.3                           |
| 可照百分比                                            | 58                                | 58                                | 58                                | 62                                | 61                                | 55                                | 47                                | 53                                | 60                                | 61                                | 59                                | 58                                | 57                                |
| 来源：中国气象局（1971–2000年间的降水天数和日照数据） |                                   |                                   |                                   |                                   |                                   |                                   |                                   |                                   |                                   |                                   |                                   |                                   |                                   |

## 政治

### 现任领导
| 机构     | · 中国共产党 · 潍坊市委员会 | 潍坊市人民代表大会 常务委员会 | 潍坊市人民政府    | · 中国人民政治协商会议 · 潍坊市委员会 |
| 职务     | 书记                        | 主任                          | 市长              | 主席                                  |
| -------- | --------------------------- | ----------------------------- | ----------------- | ------------------------------------- |
| 姓名     | 刘运                        | 刘运                          | 刘建军            | 李爱杰                                |
| 民族     | 汉族                        | 汉族                          | 汉族              | 汉族                                  |
| 籍贯     | 山东省平邑县                | 山东省平邑县                  | 山东省高密市      | 山东省招远市                          |
| 出生日期 | 1969年7月（55—56歲）        | 1969年7月（55—56歲）          | 1968年9月（56歲） | 1967年3月（58歲）                     |
| 就任日期 | 2023年2月                   | 2023年3月                     | 2023年3月         | 2022年12月                            |

### 历任领导
| 市委书记 - 王树芳（1983年10月－1987年12月） - 于潮（1988年3月－1991年8月） - 赵长风（1991年8月－1993年4月） - 齐乃贵（1993年4月－1997年12月） - 曹学成（1997年12月－2002年12月） - 张传林（2002年12月－2006年9月） - 张新起（2006年9月－2011年11月） - 许立全（2011年12月－2013年3月） - 杜昌文（2013年3月－2017年1月） - 刘曙光（2017年1月－2018年12月） - 惠新安（2018年12月－2021年1月） - 田庆盈（2021年1月－2022年7月） - 江敦涛（2022年7月－2023年1月） - 刘运（2023年2月－） | 市长 - 邵桂芳（1983年10月－1991年9月） - 齐乃贵（1991年9月－1993年3月） - 王大海（1993年3月－1997年12月） - 王玉芬（1997年12月－2000年2月） - 王伯祥（2000年2月－2002年12月） - 张新起（2002年12月－2006年9月） - 许立全（2006年9月－2011年11月） - 刘曙光（2011年12月－2017年1月） - 李宽端（2017年1月－2018年5月） - 田庆盈（2018年7月－2021年3月） - 刘运（2021年3月－2023年2月） - 刘建军（2023年3月－） |

### 行政区划
潍坊市现辖4个市辖区、2个县，代管6个县级市。
- 市辖区：潍城区、寒亭区、坊子区、奎文区
- 县级市：青州市、诸城市、寿光市、安丘市、高密市、昌邑市
- 县：临朐县、昌乐县

除正式行政区划外，潍坊市还设立了以下经济功能区：国家级潍坊高新技术产业开发区、国家级潍坊滨海经济技术开发区、潍坊经济开发区、峡山生态经济发展区。

## 人口
2022年末，全市常住人口941.8万人，同比增长0.2%。其中，城镇人口618.4万人，乡村人口323.4万人。常住人口城镇化率65.7%，比上年末提高0.5个百分点。全年出生人口5.4万人，出生人口性别比为108.8，同比下降0.5个百分点。
根据2020年第七次全国人口普查，全市常住人口为9,386,705人。同第六次全国人口普查的9,086,241人相比，十年共增加了300,464人，增长3.31%，年平均增长率为0.33%。其中，男性人口为4,772,791人，占总人口的50.85%；女性人口为4,613,914人，占总人口的49.15%。总人口性别比（以女性为100）为103.44。0－14岁的人口为1,630,039人，占总人口的17.37%；15－59岁的人口为5,713,595人，占总人口的60.87%；60岁及以上的人口为2,043,071人，占总人口的21.77%，其中65岁及以上的人口为1,483,602人，占总人口的15.81%。居住在城镇的人口为6,046,086人，占总人口的64.41%；居住在乡村的人口为3,340,619人，占总人口的35.59%。

### 民族
全市常住人口中，汉族人口为9,324,676人，占99.34%；各少数民族人口为62,029人，占0.66%。与2010年第六次全国人口普查相比，汉族人口增加273,135人，增长3.02%，占总人口比例下降0.28个百分点；各少数民族人口增加27,329人，增长78.76%，占总人口比例增加0.28个百分点。

## 经济

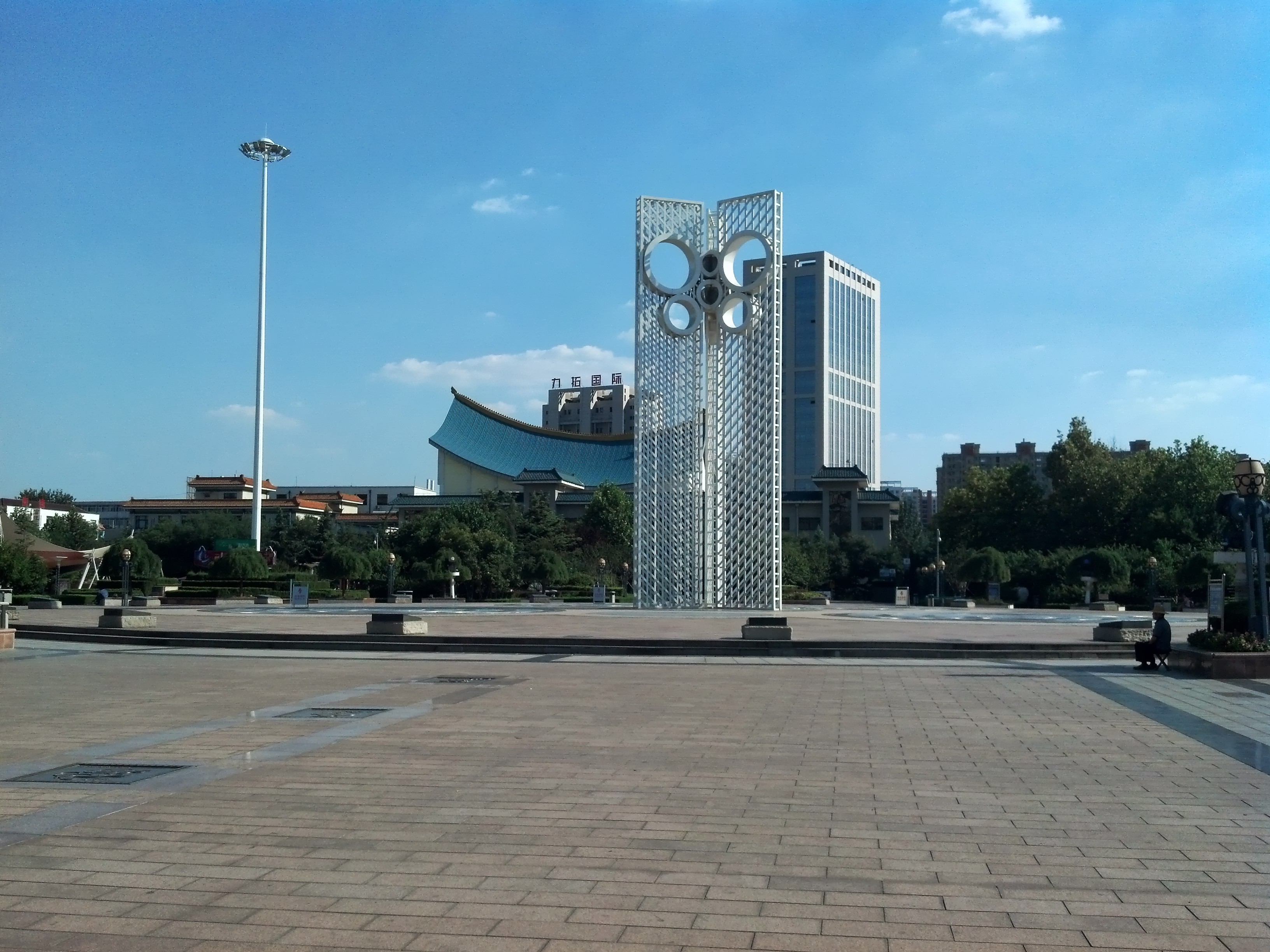
濰坊風箏廣場

潍坊古称潍县，是历史上著名的手工业城市，早在明清两代，就以“二百支红炉、三千砸铜匠、九千绣花女、十万织布机”而名扬天下，更有“南苏州、北潍县”之称，还是中国历史上最大的风筝、木版年画的产地和集散地，潍坊杨家埠与天津杨柳青、苏州桃花坞并称为中国三大年画之乡。另外，潍坊的嵌银漆器、核雕、布玩具等传统工艺品也蜚声海内外。清末民初时，潍县作的商周青铜器赝品曾流行一时，做工考究，几可乱真。
1980年代以来，潍坊国际风筝会、鲁台经贸洽谈会、寿光蔬菜博览会、临朐红叶节等节庆活动的举办，对潍坊的对外开放有所促进。
进入21世纪，潍坊繁多的人口给经济发展带来压力，第三产业发展较快，城市内部持续开发，市区有向老城区东部迁移的趋势，兴建了大批高层住宅楼，大量购物商城和超市。
潍坊2016年度全市完成GDP总量5746亿元，居地级市排名山东第4位，全国第32位；2014年度中国城市综合经济竞争力第46名。

### 知名企业
- 潍柴动力股份有限公司
- 歌尔股份有限公司
- 潍柴雷沃重工股份有限公司
- 山东潍坊百货集团股份有限公司
- 山东海洋化工集团
- 新郎集团总公司
- 巨力集团
- 山东得利斯集团
- 山东青州卷烟集团
- 山东矿机集团股份有限公司
- 山东海龙集团股份有限公司

### 辖设開發區

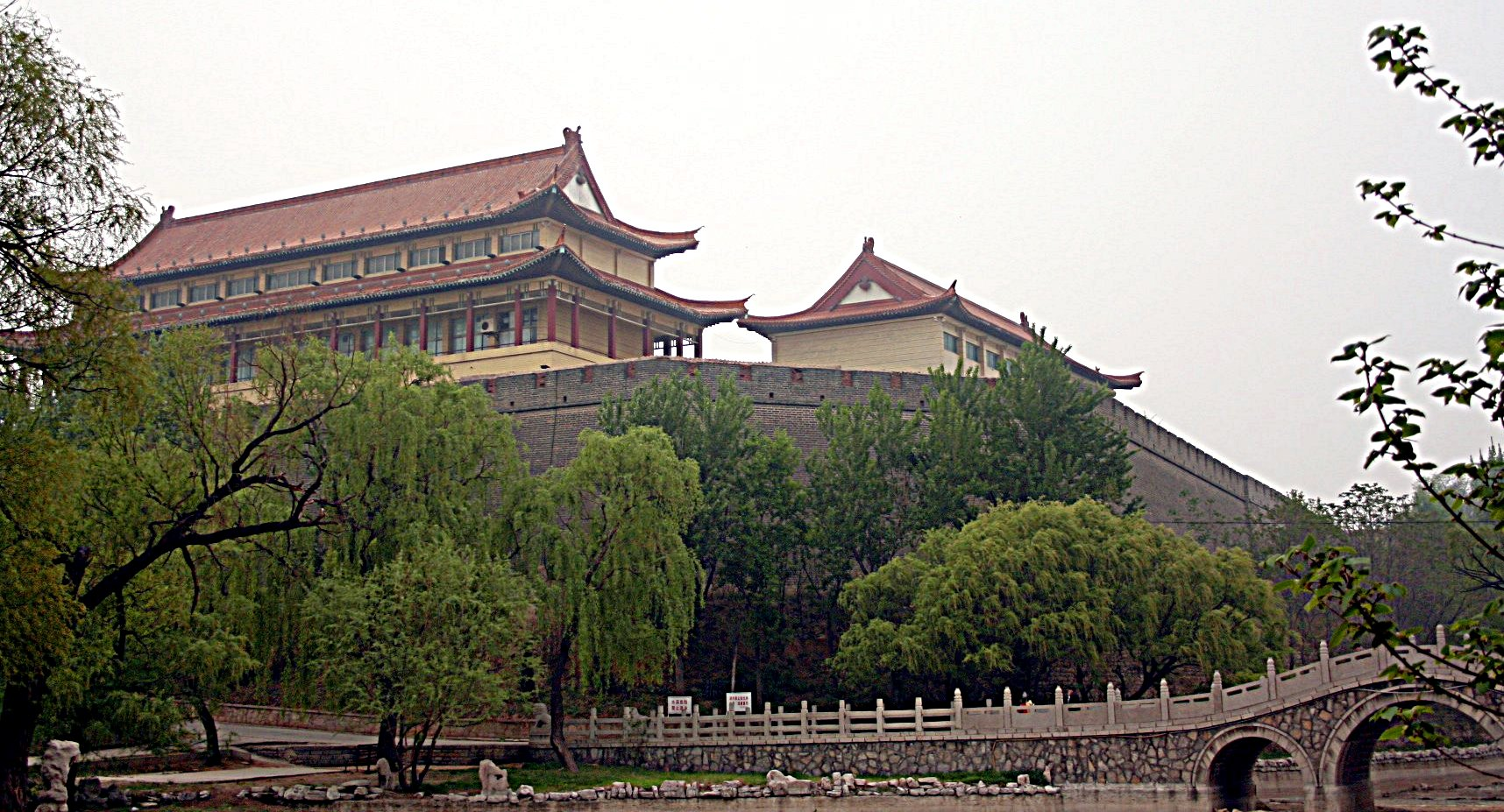
潍坊轄下青州市

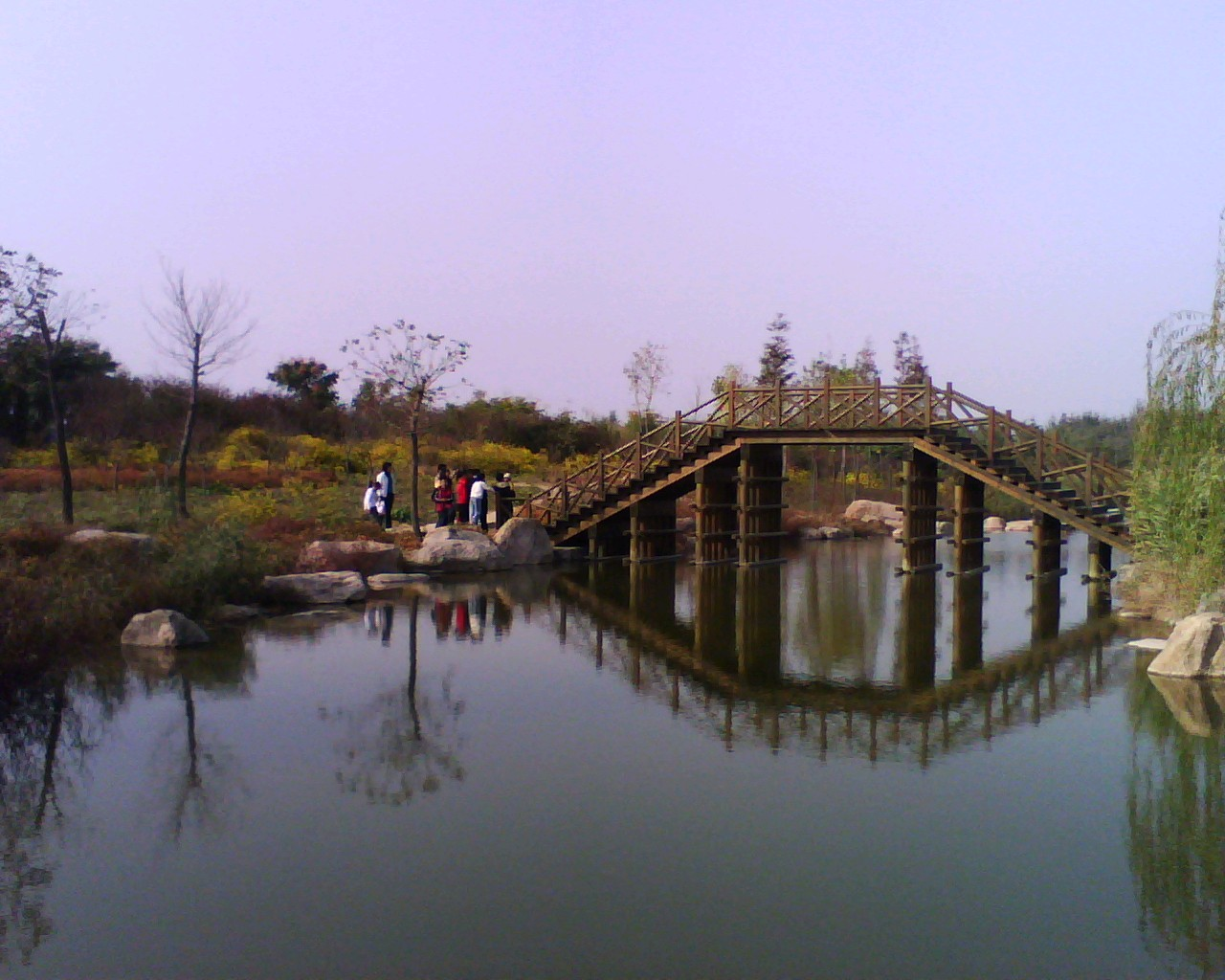
壽光

- 潍坊高新技术产业开发区
- 滨海经济技术开发区
- 潍坊综合保税区
- 峡山生态开发区

## 交通

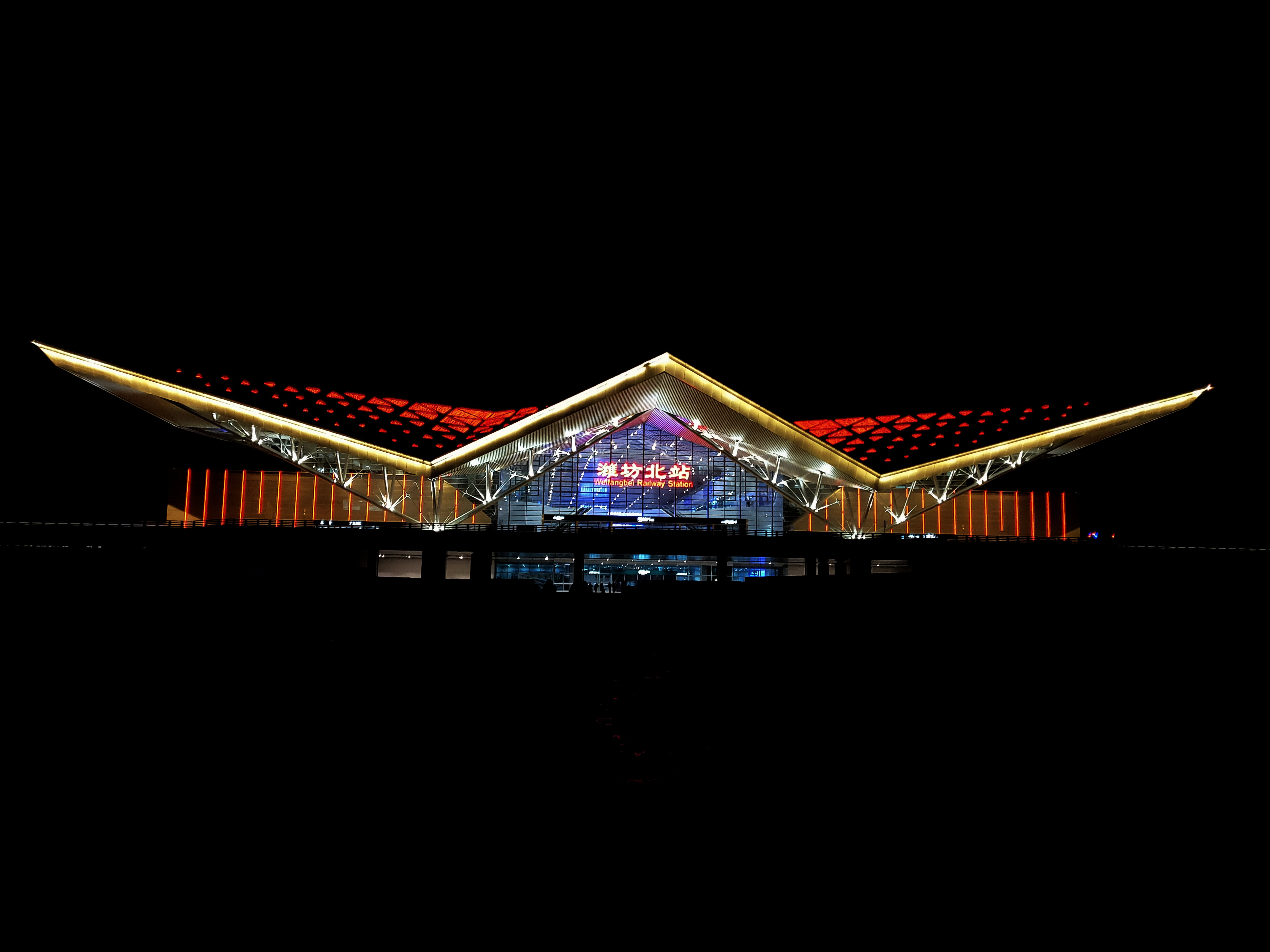
济青高速铁路潍坊北站，启用于2018年12月26日

### 鐵路
国铁胶济铁路（含坊子支线）、胶济客运专线、胶新铁路、海青铁路、德大铁路，地方铁路大莱龙铁路、益羊铁路、青临铁路、曹寿铁路以及国家能源集团铁路黄大铁路经过潍坊境内。潍坊站为胶济铁路最大中间站。五条高速铁路联结于潍坊北站，使其成为山东半岛的新一座高速铁路枢纽。近期规划中，除临朐外的各县市区皆拥有高速铁路车站。

#### 全市动车组停靠车站列表
| 行政区划 | 车站       | 高速铁路                                                         |
| -------- | ---------- | ---------------------------------------------------------------- |
| 潍坊市区 | 潍坊站     | 胶济客运专线                                                     |
| 潍坊市区 | 潍坊北站   | 济青高速铁路 潍莱高速铁路 潍烟高速铁路 津潍高速铁路 潍宿高速铁路 |
| 昌邑     | 昌邑站     | 潍莱高速铁路 潍烟高速铁路                                        |
| 高密     | 高密站     | 胶济客运专线                                                     |
| 高密     | 高密北站   | 济青高速铁路                                                     |
| 诸城     | 诸城西站   | 潍宿高速铁路                                                     |
| 诸城     | 诸城南站   | 潍宿高速铁路青岛连接线                                           |
| 安丘     | 安丘站     | 潍宿高速铁路                                                     |
| 昌乐     | 昌乐站     | 胶济客运专线                                                     |
| 青州     | 青州市站   | 胶济客运专线                                                     |
| 青州     | 青州市北站 | 济青高速铁路                                                     |
| 寿光     | 寿光东站   | 津潍高速铁路                                                     |
| 临朐     | (远期规划) | (远期规划)                                                       |

### 公路
潍坊市已实现“县县通双高速”目标。截至2023年底，全市高速公路通车总里程867.8公里，公路通车总里程2.95万公里，公路密度182.9公里/百平方公里。截至2017年6月，潍坊机动车保有量为205万辆，全国排名第23位，山东省内排名第2位，仅次于青岛。

#### 过境高速公路列表
| 走向 | 高速名称                | 所服务行政区划                                 |
| ---- | ----------------------- | ---------------------------------------------- |
| 东西 | 荣乌高速                | 寿光、寒亭、昌邑                               |
| 东西 | 青银高速                | 青州、昌乐、潍城、奎文、寒亭、坊子、昌邑、高密 |
| 东西 | 荣潍高速                | 昌邑、寒亭、坊子、奎文(途径)、昌乐             |
| 东西 | 济潍高速                | 昌邑、坊子、昌乐、临朐、青州                   |
| 东西 | 青商高速                | 高密、坊子(途径)、安丘                         |
| 东西 | 青兰高速                | 诸城                                           |
| 南北 | 新董高速                | 昌邑(途径)、高密、诸城                         |
| 南北 | 潍坊港疏港高速 (修建中) | 寒亭、寿光                                     |
| 南北 | 潍日高速                | 寒亭、寿光、潍城、昌乐、安丘、诸城             |
| 南北 | 长深高速                | 青州、临朐                                     |

- 206国道、 233国道、 308国道、 309国道、 341国道、 516国道过境。

### 港口
一个国家一类开放口岸潍坊港，一个国家二类开放口岸羊口港。2024年10月15日，中国船级社质量认证有限公司向潍坊港正式授予碳中和评价证书，这标志着：潍坊港已正式建成全国首个“零碳港口”

### 航空
潍坊机场目前已经开通了往北京、上海、广州、海口、哈尔滨、长春等多条航线，2022年旅客吞吐量134749人次。

## 全国重点文物保护单位
- 驼山石窟（含云门山石窟及石刻）
- 十笏园
- 崔芬墓
- 王尽美故居
- 西朱封遗址
- 双王城盐业遗址群
- 魏家庄遗址
- 丰台盐业遗址群
- 杞国故城遗址
- 青州龙兴寺遗址
- 程家沟古墓
- 安丘董家庄汉画像石墓
- 衡王府石坊
- 青州真教寺
- 坊子德日建筑群
- 潍县西方侨民集中营旧址
- 昌邑县抗日殉国烈士祠[17]

## 旅游景點
{{columns-list|3|
- 濰坊風箏博物館
- 浮烟山國際風箏放飛場
- 風箏廣場
- 人民廣場
- 樂道院
- 十笏園
- 杨家埠民间艺术大观园
- 富华游乐园
- 坊子德日建筑群
- 潍坊金宝乐园
- 沂山国家森林公园
- 郭味蕖故居陈列馆
- 安丘青云山民俗游乐园
- 寿光林海生态博览园
- 万印楼
- 云门山
- 仰天山风景区
- 范公亭
- 老龙湾
- 冶源水库—巨洋湖
- 石门红叶
- 沂山
- 临朐山旺化石
- 驼山
- 昌邑绿博园
- 人民公園
- 東苑公園
- 白浪河
- 虞河公園
- 張湎河公園
- 诸城恐龙公园
- 金宝乐园
- 潍坊北辰绿洲湿地公园
- 山东潍坊禹王国家湿地公园
- “渤海之眼”摩天轮

## 文化与社会

### 风筝
潍坊被称为“世界风筝之都”，也称作鸢都。為国际风筝联合会組織總部所在地，也是“国际风筝会”（又稱“風箏節”）慶典活動的固定舉辦地點。制作风筝历史悠久，工艺精湛。潍坊风筝是山东潍坊汉族传统手工艺珍品，是非物质文化遗产之一。潍坊风筝主要由用竹子扎制的骨架，高档丝绢蒙面和手工绘画组成。其工艺与美术的结合，体现了风筝的玩赏价值。随着国际风筝交流的逐渐频繁，潍坊风筝渐渐享誉世界。著名的潍坊风筝节在每年4月的第三个周六在潍坊举行，有来自世界各地的30多个国家和地区参赛，是我国最早被国际社会承认的大型地方节会。

### 方言
潍坊处于胶辽官话区与冀鲁官话区的分界线上，西部的寿光、昌乐、潍坊（潍坊话；包括潍城区、奎文区、坊子区）所用语言属于冀鲁官话的一个分支，东部的高密、昌邑、寒亭、青州、昌乐、临朐、安丘、诸城属于胶辽官话区。

### 饮食

#### 三大小吃
潍坊三大名吃：
- 肉火烧：城隍庙肉火烧
- 朝天锅: 潍县朝天锅
- 和乐：雞鴨和樂，南宮和樂

#### 濰縣火燒
濰坊火燒的種類多種多樣，除了最有名的城隍廟肉火燒之外，還有下列知名火燒：
- 杠子頭
- 脂烙酥火烧
- 砍火烧
- 簸箕火烧
- 梭火烧

#### 其他小吃
- 肉丸子麵條
- 憨肉
- 痲汁雜拌
- 酥鱼
- 燜藕
- 蜜三刀：青州蜜三刀
- 雞叉
- 肉燒餅
- 潍县蒸鸡
- 清东炸鸡
- 豬蹄凍
- 大餡水餃
- 糖三角
- 五香五花肉
- 大頭丸子
- 四喜丸子
- 咸粘粥
- 酥肉
- 芥末雞：富郭庄芥末全鸡
- 红扒肘子
- 志和驢肉
- 韓老三扒雞
- 水煎包
- 臨朐全羊宴
- 臨朐山蠍
- 景芝金絲面
- 諸城辣絲子
- 脂餅
- 綠豆糕：安丘景芝綠豆糕
- 豆腐箱：箱中藏寳
- 马宋饼
- 三頁餅：景芝三頁餅
- 小炒肉
- 绿豆扒谷
- 黄焖甲鱼

#### 潍县萝卜
有言：烟台苹果莱阳梨，不如潍坊萝卜皮。潍坊特产青萝卜，被称为水果萝卜，甘甜却不辣。

#### 咸菜
潍坊是出名的咸菜集中地，因为北部地下水为卤水区，潍坊人口味很重。咸菜会作为每次进食的主菜。有很多种类。
- 地环：特产咸菜，近几年极其稀少，价格昂贵。
- 辣疙瘩：用根用芥菜腌制的咸菜。味道较咸，可以在吃主食时例如包子、馒头、饼等食用。潍坊人特别爱吃，且价格实惠。

## 重大事故
- 2008年胶济铁路列车撞人事故：轨道上施工的工人18人遇难，9人受伤。

## 友好城市
- 日本日向市（1986年2月25日）
- 德国弗赖辛县（1987年10月18日）
- 美国普韋布洛（1991年3月30日）
- 安養市（1995年4月20日）
- 東吉普斯蘭郡（1997年4月20日）
- 法國奥朗日（2008年12月12日）
- 泰國清莱府（2014年10月30日）
- 瓜蘭達 (2020年9月11日)